# 福田村 (愛知県)
福田村（ふくたむら）は、かつて愛知県海東郡にあった村。
現在の名古屋市港区のうち、庄内川より西の地域の一部に該当する。

## 沿革
- 明治初期、福田新田が福田村に改称する。
- 1884年（明治17年） - 福田村が東福田村と西福田村に分立する。
- 1889年（明治22年）10月1日 - 町村制により、東福田村が福田村として発足。
- 1906年（明治39年）7月1日 - 茶屋村、福屋村と合併し、南陽村が発足。同日福田村は廃止。
- 1913年（大正2年） - 海東郡と海西郡が合併し、海部郡となり、南陽村は海部郡の所属となる。
- 1949年（昭和24年）6月1日 - 南陽村が町制を施行。南陽町となる。
- 1955年（昭和30年）10月1日 - 名古屋市に編入合併され、名古屋市港区の一部となる。